# Полтавець Роман Вадимович
Роман Вадимович Полтавець (нар. 27 липня 1983, Мелітополь, Запорізька область, УРСР) — український футболіст, нападник.

## Життєпис
Перший тренер — Юрій Самойленко. У 2003 році потрапив у сімферопольську «Таврію». У Вищій лізі дебютував 10 листопада 2003 року в матчі проти київського «Динамо» (0:0). Всього за «Таврію» провів 12 матчів і забив 1 м'яч. У липні 2005 року був в заявці в аматорському клубі «Таврика» з Сімферополя. Навесні 2005 року перейшов в івано-франківський «Спартак». Після цього виступав за мелітопольський «Олком». Взимку 2008 року перейшов у «Фенікс-Іллічовець» з села Калініно.
Влітку 2008 року перейшов до складу новачка Прем'єр-ліги, клубу «Львів». Хоча міг опинитися в овідіопольському «Дністрі». У команді дебютував 29 серпня 2008 року в матчі проти київського «Арсеналу» (0:1). Полтавець вийшов на 64 хвилині замість Павла Худзіка. Другу половину сезону 2008/09 років провів у клубі «Полтава». Влітку 2009 року перейшов в харківський «Геліос». Влітку 2010 року повернувся в ФК «Полтава». Влітку 2013 році підписав контракт з ФК «Славутич» з міста Черкаси.